# Estádio Municipal Carmelito Barbosa Alves
O Estádio Municipal Carmelito Barbosa Alves, apelidado de Barbosão, é um estádio de futebol localizado no município brasileiro de Cruz das Almas e possui capacidade para 8.000 espectadores. É o mando de campo do Cruzeiro Futebol Clube. Foi inaugurado em 1988, numa partida válida pelo Campeonato Baiano de Futebol entre o Leônico e o Fluminense de Feira que terminou empatada sem gols. O estádio será a casa do Doce Mel durante quatro anos, já que a equipe fez uma parceria junto à prefeitura do município e mandará todos os jogos do Campeonato Baiano de 2022 no estádio.

## História
O estádio foi batizado de Carmelito Barbosa Alves pelos serviços feitos como prefeito da cidade naquela época.Também por ser ele o prefeito mais respeitado e admirado de todos os tempos da cidade de Cruz das Almas contribuindo para o desenvolvimento social do município.

## Curiosidades
Por vários meses o estádio foi fechado para reformas e adaptações.Hoje já não possui iluminação devido a má administração municipal.A prça esportiva também é utilizada para outros esportes como capoeira,boxe,etc.